# Osman Kavala
Osman Kavala (Parijs, 2 oktober 1957) is een Turks ondernemer en filantroop. Sinds 2017 is hij politiek gevangene in Turkije.

## Biografie
Kavala is geboren in een familie van tabakshandelaars. Hij ging naar het Robert College in Istanboel en studeerde economie aan de Universiteit van Manchester. Na de dood van zijn vader nam hij de leiding van het familiebedrijf over. Hiervoor stopte hij met zijn promotieonderzoek in New York.
Kavala is de oprichter van Anadolu Kültür, een stichting die zich inzet voor culturele diversiteit en uitwisseling, en activiteiten organiseert rondom Armeense en Koerdische cultuur. Kavala was bestuurslid van de Open Society Foundation in Turkije.

### Arrestatie en veroordeling
In oktober 2017 werd Kavala na een bezoek aan Gaziantep opgepakt op de Luchthaven Istanboel Atatürk op verdenking van betrokkenheid bij anti-regeringsdemonstraties in 2013. In februari 2020 werd hij vrijgesproken, maar meteen daarna weer vastgezet op grond van de beschuldiging betrokken te zijn geweest bij de couppoging in 2016. Mensenrechtenorganisaties en de Raad van Europa hebben Turkije verzocht Kavala vrij te laten omdat hij onwetmatig zou zijn vastgezet.
In oktober 2021 kondigde president Recep Tayyip Erdoğan aan tien ambassadeurs, onder wie die van de Verenigde Staten, Frankrijk, Duitsland en Nederland, tot persona non grata te verklaren omdat zij opriepen Kavala vrij te laten. Nadat de ambassadeurs verklaarden zich niet meer te zullen bemoeien met binnenlandse aangelegenheden van Turkije, werden ze toch niet uitgewezen.
Op 25 april 2022 werd Kavala door de rechtbank in Istanboel veroordeeld tot levenslange gevangenisstraf voor betrokkenheid bij de mislukte staatsgreep in 2016. Hij werd ook verdacht van spionage, maar de rechter sprak hem hiervan vrij wegens gebrek aan bewijs. Zeven andere verdachten, die tegelijk met Kavala voor de rechter verschenen, kregen achttien jaar celstraf voor het steunen van Kavala.
In 2023 werd Kavala onderscheiden met de Václav Havelprijs, de Europese Mensenrechtenprijs van de Raad van Europa.
- Gemeinsame Normdatei: 1142152006
- Virtual International Authority File: 2223157162096478980003
- WorldCat: E39PBJcWrKpKDtr3GYmVhgqYT3